# PGC 52123
PGC 52123 ist die Bezeichnung einer elliptischen Galaxie im Sternbild Bootes. Die Galaxie hat eine wechselwirkende Beziehung mit der Balkenspiralgalaxie IC 4462 und ist mit dieser zusammen als Arp 95 katalogisiert. Halton Arp gliederte seinen Katalog ungewöhnlicher Galaxien nach rein morphologischen Kriterien in Gruppen. Diese Galaxie gehört zu der Klasse Spiralgalaxien mit einem elliptischen Begleiter auf einem Arm (Arp-Katalog).